# MacOS Monterey
macOS Monterey (версия 12) — восемнадцатый основной релиз macOS, настольной операционной системы Apple для компьютеров Macintosh. Преемник macOS Big Sur, он был анонсирован на WWDC 2021 7 июня 2021 года, и выпущен 25 октября 2021 года. На смену macOS Monterey пришла macOS Ventura, которая была выпущена 24 октября 2022 года.
Операционная система названа в честь залива Монтерей, продолжая тенденцию названий релизов в честь местоположений в Калифорнии, начатую в 2013 году с версии 10.9 Mavericks.
macOS Monterey — это финальная версия macOS, которая поддерживает MacBook Air 2015–2017, Retina MacBook Pro, Mac Mini 2014, iMac 2015 и cylinder Mac Pro, поскольку ее преемник, macOS Ventura, прекращает поддержку этих моделей. Это последняя версия macOS, которая может работать на компьютерах Mac с 4 ГБ оперативной памяти.

## Изменения
- Представлены команды для Mac
- Универсальное управление, которое позволяет одной клавиатуре и мыши одновременно взаимодействовать с несколькими компьютерами Mac и iPad (доступно на компьютерах Mac с процессором Apple M1 и компьютерах Mac с процессором Intel и не менее 16 ГБ ОЗУ и 4 ГБ видеопамяти. Требования для iPad: iPad Pro, iPad Air (3-го поколения и новее), iPad (6-го поколения и новее) и iPad mini (5-го поколения и новее).
- Обновлённый браузер Safari
- Поддержка воспроизведения содержимого AirPlay, полученного с устройств iOS и iPadOS, а также с других компьютеров Mac (доступно на MacBook Pro (2018 и новее), MacBook Air (2018 и новее), iMac (2019 и новее), iMac Pro (2017), Mac mini (2020 г. и новее), Mac Pro (2019 г.), iPhone 6s и новее, iPad Pro (2-го поколения и новее), iPad Air (3-го поколения и новее), iPad (6-е поколение и новее) и iPad mini (5-е поколение). поколения и выше). Старые модели iPhone, iPad и Mac могут обмениваться контентом с более низким разрешением с поддерживаемыми моделями Mac, если для параметра «Разрешить AirPlay для» установлено значение «Все» или «Все в одной сети» в настройках общего доступа.)
- Улучшения FaceTime, включая возможность совместного использования экрана и функцию SharePlay, которая позволяет просматривать контент одновременно и синхронно (например, музыку или телешоу)
- Возможность восстановить заводские настройки устройства из приложения Системные настройки
- Представлен режим энергосбережения для Mac (поддерживается на MacBook Air (конец 2018 г.) и MacBook Pro (середина 2018 г. и новее).

### Приложения

#### Заметки
Приложение заметки включает возможность применять произвольные теги, созданные пользователем, к любой заметке (например, #cooking, #work). Дополнительный браузер тегов на боковой панели и смарт-папки позволяют визуализировать заметки, помеченные определённым тегом или комбинацией тегов. Новая функция под названием «Быстрые заметки» позволяет создавать заметки из любого приложения с помощью общесистемного сочетания клавиш или «горячего угла».

#### Карты
Приложение Карты включает в себя новый интерактивный глобус, переработанный транспорт и новую карточку места. Интерактивный глобус позволяет вам открыть для себя природную красоту Земли с помощью богатого интерактивного трёхмерного глобуса, в котором значительно улучшены детализация горных хребтов, пустынь, лесов, океанов и т. д.

## Поддерживаемые компьютеры
macOS Monterey прекращает поддержку компьютеров Mac, выпущенных с 2013 по 2014 год, включая все компьютеры Mac с графическими процессорами Nvidia. macOS Monterey совместим со всеми компьютерами Mac, оснащёнными Apple Silicon, а также со следующими моделями, оснащёнными процессорами Intel:
- Модели MacBook, выпущенные в начале 2016 г. или позже
- Модели MacBook Air, выпущенные в начале 2015 г. или позже
- Модели MacBook Pro, выпущенные в начале 2015 г. или позже
- Модели Mac mini, выпущенные в конце 2014 г. или позже
- Модели iMac, выпущенные в конце 2015 г. или позже
- Модели iMac Pro, выпущенные в конце 2017 г. или позже
- Модели Mac Pro, выпущенные в конце 2013 г. или позже

Используя инструменты исправления, macOS Monterey можно неофициально установить на более старые компьютеры, которые официально не поддерживаются, например, iMac 2014 года и MacBook Pro 2013 года. Используя эти методы, можно установить macOS Monterey на такие старые компьютеры, как MacBook Pro и iMac 2008 года и Mac Mini 2009 года.

## Восприятие
MacOS Monterey получила в целом положительные отзывы журналистов и пользователей, которые оценили операционную систему как улучшение, по сравнению с Big Sur. Среди некоторых преимуществ многие отмечали: Улучшения в производительности, совместимости и стабильности. Например, улучшили работу приложений Numbers, Pages, GarageBand, Keynote, Messages, FaceTime и iMovie, новые функции, которые помогают экономить время и делают повседневные задачи проще. Например, режим фокусировки, который не позволяет отвлекаться во время работы, или возможность распознавать текст на фото, а также совместимость с другими операционными системами от Apple. macOS Monterey хорошо работает с iOS 15 и iPadOS 15.
Однако были недостатки, такие как:
- Ограничения для старых устройств. macOS Monterey не доступна для MacBook Air и MacBook Pro, выпущенных в 2013 году и ранее, а также для MacBook без Retina 2015 года и компьютера iMac 2014 года[14].
- Проблемы с Shortcuts.

## Известные проблемы
Пользователи и разработчики сообщили следующее:
- Ноутбуки не загружаются (исправлено обновлением 12.0.1)
- Невозможность заряжать спящие ноутбуки с помощью MagSafe (исправлено в обновлении 12.1)
- Проблема утечки памяти указателя мыши (исправлена в обновлении 12.1)
- Проблема со звуком: динамик и аудиовыход потрескивают и щелкают
- Проблемы с подключением внешних дисплеев к Mac с использованием любой версии Monterey
- Ввод шестнадцатеричных символов Unicode не работает, если номер кодовой точки равен 0??0 (первая и последняя цифры равны нулю) (исправлено в Ventura 13.3)[15][16][17][18][19][20][21]

## История выпусков
|  | Предыдущий выпуск |  | Текущий выпуск |  | Текущая версия для разработчиков |

| Версия      | Сборка   | Дата             | Версия Darwin                                         | Примечания к выпуску                                              | Примечания                                                                 |
| ----------- | -------- | ---------------- | ----------------------------------------------------- | ----------------------------------------------------------------- | -------------------------------------------------------------------------- |
| 12.0        | 21A344   | 25 октября 2021  | 21.0.1 xnu-8019.30.61~4 Tue Sep 14 20:56:24 PDT 2021  | N/A                                                               | Предустановлена на новые MacBook Pro 2021 года                             |
| 12.0.1      | 21A559   | 25 октября 2021  | 21.1.0 xnu-8019.41.5~1 Wed Oct 13 17:33:23 PDT 2021   | Примечания к выпуску Сведения об обновлениях системы безопасности | Первый публичный выпуск                                                    |
| 12.1        | 21C52    | 13 декабря 2021  | 21.2.0 xnu-8019.61.5~1 Sun Nov 28 20:28:54 PST 2021   | Примечания к выпуску Сведения об обновлениях системы безопасности |                                                                            |
| 12.2        | 21D49    | 26 января 2022   | 21.3.0 xnu-8019.80.24~20 Wed Jan 5 21:37:58 PST 2022  | Примечания к выпуску Сведения об обновлениях системы безопасности |                                                                            |
| 12.2.1      | 21D62    | 10 февраля 2022  | 21.3.0 xnu-8019.80.24~20 Wed Jan 5 21:37:58 PST 2022  | Примечания к выпуску Сведения об обновлениях системы безопасности |                                                                            |
| 12.3        | 21E230   | 14 марта 2022    | 21.4.0 xnu-8020.101.4~2 Mon Feb 21 20:34:37 PST 2022  | Примечания к выпуску Сведения об обновлениях системы безопасности |                                                                            |
| 12.3.1      | 21E258   | 31 марта 2022    | 21.4.0 xnu-8020.101.4~15 Fri Mar 18 00:45:05 PDT 2022 | Примечания к выпуску Сведения об обновлениях системы безопасности |                                                                            |
| 12.4        | 21F79    | 16 мая 2022      | 21.5.0 xnu-8020.121.3~4 Tue Apr 26 21:08:22 PDT 2022  | Примечания к выпуску Сведения об обновлениях системы безопасности |                                                                            |
| 12.4        | 21F2081  | 14 июня 2022     | 21.5.0 xnu-8020.121.3~4 Tue Apr 26 21:08:22 PDT 2022  | N/A                                                               | Предустановлена на новые MacBook Air и 13-дюймовые MacBook Pro с чипом M2. |
| 12.4        | 21F2092  | 16 июня 2022     | 21.5.0 xnu-8020.121.3~4 Tue Apr 26 21:08:22 PDT 2022  | N/A                                                               | Обновление системы для MacBook Air и 13-дюймовых MacBook Pro с чипом M2.   |
| 12.5        | 21G72    | 20 июля 2022     | 21.6.0 xnu-8020.140.41~1 Sat Jun 18 17:07:02 PDT 2022 |                                                                   |                                                                            |
| 12.5.1      | 21G83    | 17 августа 2022  | 21.6.0 xnu-8020.141.5~2 Wed Aug 10 14:25:27 PDT 2022  |                                                                   |                                                                            |
| 12.6        | 21G115   | 12 сентября 2022 | 21.6.0 xnu-8020.140.49~2 Wed Aug 22 20:17:10 PDT 2022 |                                                                   |                                                                            |
| 12.5 Beta 2 | 21G5037d | 31 мая 2022      |                                                       |                                                                   |                                                                            |